# 温秉忠

温秉忠（1862年1月31日—1938年1月19日），字荩臣，广东台山人，清朝留美幼童之一。他是宋氏三姐妹的姨夫。

## 生平
1873年（同治十二年），温秉忠早年作为第二批留美幼童赴美国留学，曾就读于纳乔格高中与伍斯特县工业科学自由学院（今伍斯特理工学院）。期间，他结识了宋嘉澍。1881年（光绪七年）回国后历任美国驻镇江领事馆通译、两江总督署通译兼秘书、镇江及天津洋务局总办等职。1905年（光绪三十一年）曾随端方赴欧美考察。期间，他曾带宋嘉澍之女宋霭龄出席了西奥多·罗斯福总统在白宫举行的宴会。后又带宋美龄、宋庆龄赴美国读书。1907年（光绪三十三年），端方在南京设立暨南学堂，温秉忠任总理一职。
中华民国成立后，温秉忠出任南京临时政府外交部交涉员、南京留守府交涉局局长。1920年（民国九年），任北京政府外交部顾问。1924年（民国十三年），出任广东大元帅府外交部次长。1928年（民国十七年），任财政部苏州海关监督、国民政府外交部苏州交涉员。次年又任陆海空军总司令部少将顾问、少将外交处长。1931年（民国二十年）出任海关总署监督。1938年（民国二十七年）在上海逝世。

## 家庭
温秉忠是中华基督教会牧师温清溪之子。他的第一任妻子是中国牙医先驱关元昌之女关月屏。两人有养子温维庆与养女温惠玉。温维庆早夭，温惠玉后来嫁给李叔青医生（1875年1月至1908年8月）（李是诺贝尔奖得主李政道的叔祖父）。关氏于34岁时早逝。
温秉忠的第二任妻子是传教士倪韫山的三女倪桂姝（倪秀珍）。他与牛尚周（娶倪韫山长女倪桂清）、宋嘉澍（娶倪韫山次女倪桂珍）皆为连襟，因而他也是宋氏三姐妹的姨父。他们夫妇二人有养子温泽庆与养女温金美。 温金美后嫁给“纺织大王”唐星海。